# Hagasjön (Stora Lundby socken, Västergötland)
Hagasjön är en sjö i Lerums kommun i Västergötland och ingår i Göta älvs huvudavrinningsområde.